# Coryanthes oscarii
Coryanthes oscarii är en orkidéart som beskrevs av Fredy Archila. Coryanthes oscarii ingår i släktet Coryanthes, och familjen orkidéer.
Artens utbredningsområde är Guatemala. Inga underarter finns listade i Catalogue of Life.